# Freevo
Freevo is een opensource-multimediacenterplatform gebaseerd op Linux. Freevo kan gebruikt worden op een PVR (Personal Video Recorder) met een afstandsbediening of op een computer met een beeldscherm en een toetsenbord. Voor het bekijken van televisie is er een distributiekabel nodig en voor foto's bekijken wordt gebruikgemaakt van een fototoestel. Freevo bevat naast eigen programmatuur ook nog SDL, PyGame, Python Imaging library, Mplayer, Python Twisted en Xine. Het uiterlijk kan aangepast worden door middel van XML-skins.

## Mogelijkheden
- muziek beluisteren
- films bekijken (die opgeslagen zijn op de harde schijf)
- dvd's afspelen
- Televisie kijken